# Battaglia di Cufra
La battaglia di Cufra (in francese Bataille de Koufra) fu combattuta dal 31 gennaio al 1º marzo 1941, durante la campagna del deserto occidentale, all'interno del territorio della Libia italiana. La battaglia terminò con la conquista dell'importante oasi di Cufra da parte delle truppe della Francia libera guidate dal colonnello Philippe Leclerc che, supportate da elementi britannici del Long Range Desert Group, riuscirono a sopraffare il presidio italiano che si arrese il 1º marzo 1941.
La presa di Cufra, di modesto rilievo strategico nel quadro generale della guerra nel teatro africano, fu storicamente importante perché rappresentò uno dei primi successi contro le potenze dell'Asse delle forze francesi libere costituite dal generale Charles de Gaulle dopo la disfatta del 1940. Il colonnello Leclerc e la sua colonna mobile del deserto, che avevano pronunciato il celebre "giuramento di Cufra" dopo la vittoria, divennero famosi e contribuirono a rinsaldare il prestigio militare francese.

## L'oasi di Cufra
Cufra è un'oasi nella Libia sud-orientale (circa 23,3° N, 22,9° E), nella regione della Cirenaica; gli italiani giunsero a Cufra nel 1931. Alla testa di circa 3 000 fra fanti ed artiglieri, e con l'appoggio aereo di una ventina di bombardieri, fu il generale Rodolfo Graziani ad espugnarla, senza grandi difficoltà.
Negli anni successivi gli italiani vi costruirono un piccolo aeroporto (poi Aeroporto di Cufra) ed un fortino (nel villaggio di al-Tag), che dominava l'area. L'aeroporto, dotato di un importante centro-radio per l'assistenza al volo, fu costruito presso l'oasi di Buma e fu spesso utilizzato come scalo nelle rotte dall'Africa settentrionale italiana per l'Asmara e l'Africa Orientale Italiana (AOI).
L'importanza di Cufra crebbe allo scoppio della seconda guerra mondiale quando, con la chiusura di Suez, i collegamenti con l'Africa Orientale Italiana (AOI) si fecero principalmente aerei, via appunto questo scalo ed il suo potente radiogoniometro.
Ma proprio per aver assunto un ruolo tanto cruciale per lo schieramento italiano, divenne immediato oggetto di attenzione militare degli alleati.

## Ordine di battaglia
Le forze francesi impegnate nella battaglia:
- comando: 1 autocarro Matford, 2 autocarri leggeri Chevrolet, 2 autocarri Bedford OXD, 1 radio ER26bis
- 1 compagnia fanteria (ridotta): 23 Bedford OXD (capitano Rennepont)
- 2 plotoni/Grupe Nomade de Ennedi: 120 uomini, 1 Dodge T214, 16 Matford V8-75 (capitano Barboten)
- 1 plotone/7eme Compagnie/Régiment de Tirailleurs Sénégalais du Tchad: 60 uomini, 1 Dodge T214, 2 Matford V8-75 (capitano Florentin)
- 1 plotone di artiglieria: 2 cannoni da montagna Schneider 75 mm M Mle 1928, 4 Laffly S15, 1 Dodge T214, 2 Matford V8-75 (luogotenente Ceccaldi)
- distaccamento autoblindo: 2 Laffly S15TOE, 1 Matford V8-75, 1 radio ER26bis/39 (Adjudant Detouche).

I francesi vennero supportati da due pattuglie del Long Range Desert Group: la G e la T Patrol, con 76 uomini e 26 camionette Ford.
Le forze italiane schierate a Cufra:
- comando settore di copertura "Cufra"
- 59ª Compagnia mitraglieri da posizione: 3 ufficiale, 1 sottufficiale, 3 militari di truppa nazionali, 110 àscari libici, 13 mitragliatrici Schwarzlose 07/12 o Fiat Mod. 14
- 60ª Compagnia mitraglieri da posizione: 3 ufficiale, 1 sottufficiale, 3 militari di truppa nazionali, 110 àscari libici, 13 mitragliatrici Schwarzlose 07/12 o Fiat Mod. 14
- 2ª Compagnia auto-avio sahariana (Cufra): 4 ufficiali, 7 sottufficiali, 32 militari di truppa nazionali, 77 ascari libici, 16 camionette desertiche AS37, 4 Fiat 634 (sottotenente Caputo)
- Sezione aeroplani: 4 ufficiali, 4 sottufficiali, 32 militari di truppa nazionali, 4 Caproni Ca.309

## La battaglia di Cufra
Dopo la resa della Francia nel giugno 1940, fu costituita la cosiddetta Francia libera, organizzazione che raccoglieva tutti i francesi che non avevano accettato la resa ai tedeschi e che, pur con mezzi limitati, tentava di ripristinare l'onore militare della Francia cominciando dal controllo delle sue colonie sparse nel mondo. La Francia Libera era pressata dalla necessità di aumentare il proprio credito presso gli Alleati con alcune vittorie militari, e questo portò alla pianificazione di un attacco nel Territorio militare del Sahara libico, allora sotto il controllo del Regio Esercito italiano.
Il 16 gennaio 1941, l'energico e combattivo colonnello Philippe Leclerc guidò un tentativo di conquista dell'oasi libica di Murzuk con una colonna proveniente dal Ciad, ma fu respinto dalle truppe italiane delle compagnie sahariane e dovette ritirarsi.
Dopo questo insuccesso il colonnello Leclerc decise di concentrare le sue forze contro Cufra; egli disponeva della compagnia mobile del Régiment des Tirailleurs Sénégalais du Tchad del capitano de Rennepont e del Grupe Nomade de Tibesti del capitano Barboteu con 400 soldati, di cui 100 europei, 50 autocarri, due cannoni da 75 mm e due autoblindo; altri 150 uomini e 100 autoveicoli avrebbero fornito il sostegno logistico alla colonna. Il 2 febbraio 1941 l'oasi fu attaccata dai bombardieri Bristol Blenheim del Groupe Lorraine, mentre un'azione di ricognizione venne eseguita con successo dal colonnello Leclerc tra il 5 e il 7 febbraio fino all'oasi di El-Zurgh, sette chilometri a sud di Cufra, ed al villaggio di El Giof. Dopo aver attaccato anche l'aeroporto italiano, dove furono distrutti due aerei, il colonnello Leclerc decise di rientrare in Ciad e il 10 febbraio ritornò con i suoi uomini a Faya Largeau.
Nel successivo attacco contro il forte italiano di El Tag nell'oasi di Cufra, le forze della Francia Libera comandate da Leclerc furono affiancate dal Long Range Desert Group e dalla Sudan Defence Force britannici. Grazie all'appoggio degli inglesi, l'assedio si concluse con la conquista di Cufra il 1º marzo.

## Il giuramento di Cufra

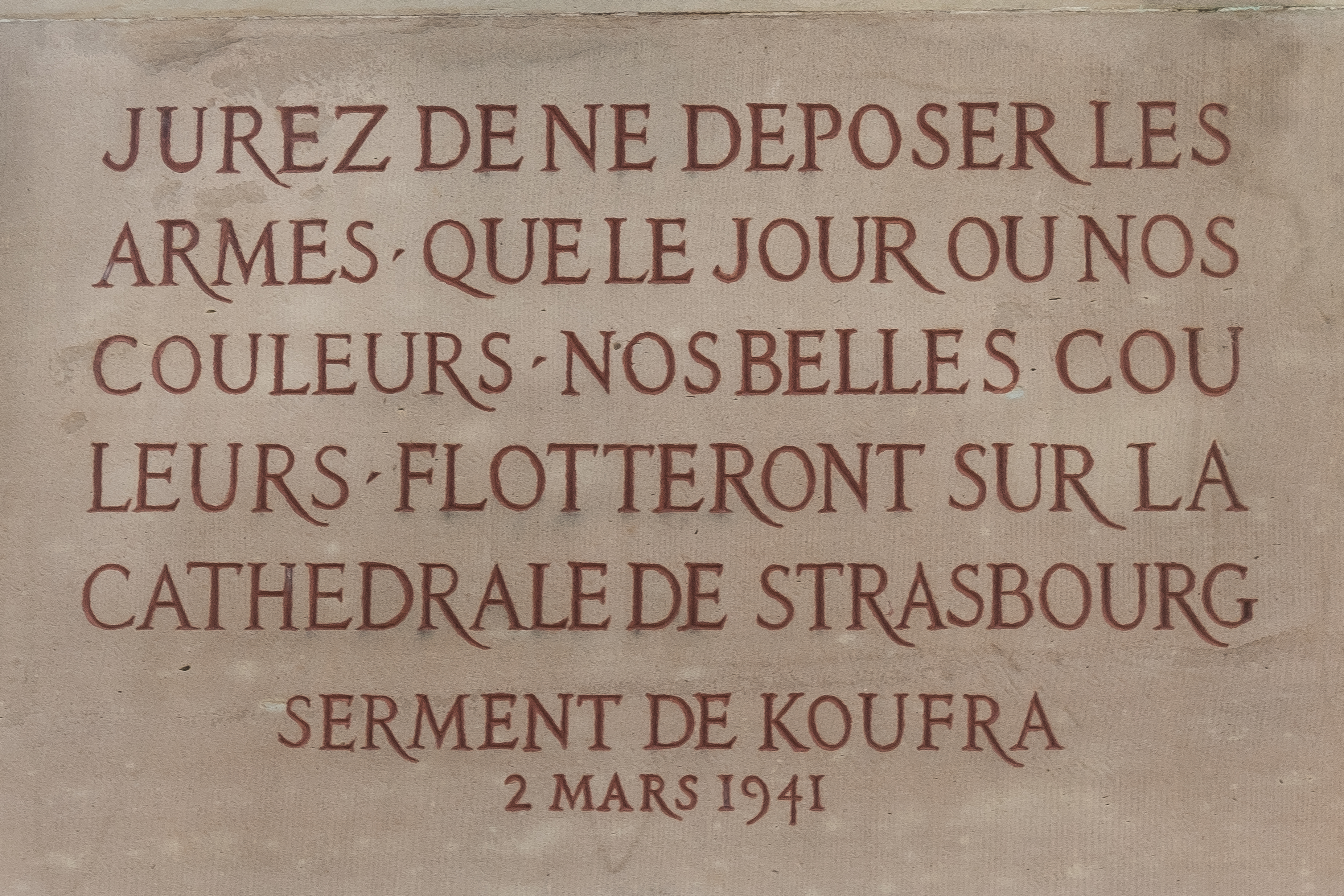
Giuramento di Cufra 2 marzo 1941

Dopo la battaglia, il 2 marzo 1941, il colonnello Leclerc proclamò davanti ai suoi soldati il famoso "giuramento di Cufra" con il quale egli rivendicava solennemente la decisione della Francia libera di combattere fino alla vittoria e alla rinascita della Francia. Il colonnello Leclerc affermò: "Giuro di non deporre le armi fino a quando la nostra bandiera, la nostra bella bandiera, sventolerà sulla cattedrale di Strasburgo", Jurez de ne déposer les armes que lorsque nos couleurs, nos belles couleurs, flotteront sur la cathédrale de Strasbourg.
Leclerc e i suoi uomini terranno fede al loro giuramento il 23 novembre 1944 quando i carri armati della 2e division blindée, comandata dall'ufficiale francese e costituita con un nucleo di vecchi combattenti della Francia libera, entrarono vittoriosi a Strasburgo.